# Katholischer Katechismus der Bistümer Deutschlands
Der Katholische Katechismus der Bistümer Deutschlands, wegen seines grünen Einbandes im Volksmund auch Grüner Katechismus genannt, wurde von der Deutschen Bischofskonferenz herausgegeben und von Franz Schreibmayr und Klemens Tilmann erstellt. Zur Unterscheidung vom großen Catechismus Romanus wurde er auch als Kleiner Katechismus bezeichnet (nicht zu verwechseln mit Martin Luthers Kleinem Katechismus).

## Geschichte und Inhalt
Der Katechismus erschien erstmals 1955 als Lizenzausgabe im Verlag Herder und hatte einen Umfang von 288 Seiten. Die verschriftlichte Lehre war besonders für Kinder im Alter von zehn bis dreizehn Jahren bestimmt.
Der Katechismus vermittelt die Lehrinhalte der römisch-katholischen Kirche in Frage- und Antwortform und ist mit erläuternden Texten und Bildern versehen. Die Bilder stammen von Albert Burkart.
Der Katechismus ist in vier Hauptteile mit 136 Lehrstücken gegliedert:
- Von Gott und unsrer Erlösung
- Von der Kirche und den Sakramenten
- Vom Leben nach den Geboten Gottes
- Von den letzten Dingen

Zusätzlich findet sich ein Anhang mit Gebeten.

## Verbreitung
Der Katechismus wurde in 30 Sprachen übersetzt und fand weltweite Verbreitung. In einigen außereuropäischen Ortskirchen blieb er in Gebrauch, bis 2011 der Jugendkatechismus Youcat erschien, der ebenfalls in 30 Sprachen übersetzt wurde.